# NGC 1946
NGC 1946 (również ESO 85-SC84) – gromada otwarta, znajdująca się w gwiazdozbiorze Złotej Ryby. Należy do Wielkiego Obłoku Magellana. Odkrył ją John Herschel 3 stycznia 1837, być może wcześniej zaobserwował ją James Dunlop 6 listopada 1826 roku.